# 南开大学东北研究会
南开大学东北研究会，初名南开大学满蒙研究会，1927年11月14日在南开大学校长张伯苓的支持下成立，意在“专事收集关于满蒙问题之材料，而用科学的方法，以解决中国之问题。”研究会成立时，聘曾留学日本的南开大学日语教员傅恩龄为主任，1928年10月更名为南开大学东北研究会，被称为“满蒙问题研究的一面旗帜”。

## 历史沿革
1927年8月，张伯苓主持第八届远东运动会后，从上海乘轮船到东北地区考察。张在大连等地目睹日本势力扩张和经营，感慨：“不到东北，不知中国之大，不到东北，不知中国之险”。因此，张伯苓10月返回天津便筹划组织成立了南开大学满蒙研究会，在南开大学教授日语的傅恩龄任研究会主任。
11月14日，满蒙研究会在南开中学礼堂成立，以曾留学日本的傅恩龄为主任，意在“专事收集关于满蒙问题之材料，而用科学的方法，以解决中国之问题。”研究会主要招收南开大学在读的东北学生及其他热心满蒙问题的学生入会。研究会下分设视察部和研究部，视察部主要通过调查、讲演等方法，了解日本国情及其在中国东北的侵略情况；研究部主要搜集整理研究资料，分组分门进行学术研究。
1928年3月，研究会在南开大学校内举办了“东北研究资料展览会”，占领中、日、英、俄文的书籍和图志，东北物产标本及影片。10月，满蒙研究会更名为东北研究会。

## 出版物
1931年，傅恩龄作为主编在东北研究会实地调研考察和研究的基础上，编写了《南开中学东北地理教本》，作为南开中学必修课的讲义。《东北地理教本》因揭露了日本侵华的动机，被学界认为是1937年南开大学、南开中学遭到日军轰炸的原因之一。1933年6月，南开大学经济研究所收藏了《东北地理教本》上下两册。1934年，东北研究会编写了《东北经济地理》。
1936年，抗日战争前夕，校长张伯苓因担心南开大学遭到日军侵袭、对日军进行事先防范，将南开经济研究所十余年的积累的127箱、21000卷图书资料、调查研究材料也于日军炸毁南开大学前装箱南运，经香港、海防等地中转，耗时数年，最终于1940年运抵重庆。目前唯一一套存世的《东北地理教本》一同南迁。1945年南开大学复校后，南迁的图书辗转运回南开大学经济研究所。
2015年，南开大学津南校区启用时，随着一部分图书资料从八里台校区迁往南开大学津南校区图书馆，该书籍的上下册被重新发现，并再次出版发行。